# Косьяненко Олександр Володимирович
Косьяненко Олександр Володимирович — український політик, генерал-лейтенант, народний депутат України 4 скликання.

## Біографія
Народився 31 березня 1947 р.
Народився 31.03.1947 (м. Бобруйськ, Могильовська обл., Білорусь); українець; батько Володимир Петрович (1921—1992); мати Раїса Миколаївна (1928) — пенсіонерка; дружина Ольга Миколаївна (1951) — викладач, домогосподарка; син Олег (1975) — прокурор Суворовського району м. Одеси.
Освіта: Дніпропетровський державний університет, радіофізичний факультет (1966—1971), інженер-радіофізик, «Радіофізика та електроніка»; ВПШ при ЦК КПУ, партійно-політичний факультет (1975—1977); Вища Червонопрапорна школа КДБ СРСР ім. Ф. Е. Дзержинського, контррозвідувальний факультет (1980—1982), юрист.
03.2006 кандидат в нардепи України від Блоку Юлії Тимошенко, № 231 в списку. На час виборів: народний депутат України, безпартійний.
Народний депутат України 4 скликання 04.2002-04.2006, виборчий округ № 29, Дніпропетровська область, самовисування. За 35,99 %, 16 суперників. На час виборів: начальник управління Служби безпеки України у Дніпропетровській області, безпартійний. Член фракції «Єдина Україна» (05.-06.2002), член фракції партій ППУ та «Трудова Україна» (06.2002-04.2004), член фракції політичної партії «Трудова Україна» (04.-12.2004), член фракції партії «Єдина Україна» (12.2004-02.2006). Голова підкомітету з питань боротьби з організованою злочинністю і корупцією в органах державної влади, управління та місцевого самоврядування Комітету з питань боротьби з організованою злочинністю і корупцією (з червня 2002).

## Трудова діяльність
- 05.1964-10.1971 — арматурник, електрослюсар-приладник, інженер, машиніст енергоблоку, Придніпровська ДРЕС, м. Дніпропетровськ.
- 11.1971-11.1972 — служба в ЗС, в/ч 6601.
- 12.1972-08.1975 — інженер-конструктор, машиніст енергоблоку, Придніпровська ДРЕС, м. Дніпропетровськ.
- 09.1975-04.1977 — слухач, ВПШ при ЦК КПУ, м. Київ.
- 04.1977-08.1980 — секретар, Самарський РК КПУ м. Дніпропетровська.
- 08.1980-08.1982 — слухач, Вища Червонопрапорна школа КДБ СРСР ім. Ф. Е. Дзержинського, м. Москва.
- 08.1982-03.1994 — заступник начальника відділу, начальник відділу «З», «ОП», «К», Управління СБУ в Миколаївській області.
- 03.-10.1994 — заступник начальника, Управління СБУ в Одеській області.
- 10.1994-10.1996 — начальник, Управління МВС в Одеській області[2].
- 10.1996-05.1999 — начальник, Головне управління СБУ в АР Крим[3].
- 05.1999-03.2000 — заступник Голови СБУ — начальник Головного управління боротьби з корупцією та орг. злочинністю, 03.2000-05.2002 — заступник Голови СБУ — начальник Управління СБУ в Дніпропетровській області[4].

## Нагороди
- медаль «За бездоганну службу» III ст. (1986)

- «70 років ЗС СРСР» (1988)

- медаль Жукова (1998)

- «10 річниця ЗС України» (2001)

- «10 років МВС України» (2002)

- «10 років СБ України» (2002)

- «Ветеран СБ України» (2003)

- Ювілейний нагрудний знак «70 років ВЧК-КДБ» (1987)

- Почесний знак МВС України (1996)

- Нагрудний знак «Почесна відзнака Служби безпеки України» (1997).

- Орден «За заслуги» III ст. (03.1999)[5].

- Відзнака Міністерства оборони України «Доблесть і честь» (2000).

- Іменна вогнепальна зброя пістолет «Вальтер» (2000).